# Bredhuvad mögelbagge
Bredhuvad mögelbagge (Latridius brevicollis) är en skalbaggsart som först beskrevs av Thomson 1868.  Bredhuvad mögelbagge ingår i släktet Latridius, och familjen mögelbaggar. Enligt den finländska rödlistan är arten nära hotad i Finland. Arten är reproducerande i Sverige. Artens livsmiljö är naturmoskogar.